# Mazzer
Mazzer é uma vila na comuna de Igli, na província de Béchar, Argélia. A vila se localiza no Oued Saoura, ao sul de Igli e ao norte de Béni Abbès.